# Benedetto Ferrari
Benedetto Ferrari (Reggio Emilia, ca. 1603-Módena, 1681) fue un compositor, libretista de ópera y tiorbista italiano de la época barroca

## Biografía
Benedetto Ferrari trabajó en Roma (1617-18), Parma (1619-23) y, posiblemente, en Módena por algún tiempo entre 1623 y 1637. Escribió música y libretos de ópera en Venecia y Bolonia entre 1637 y 1644. Su Andromeda, con música de Francesco Manelli, fue la primera ópera veneciana realizada en un teatro público, el de San Cassiano (en 1637). Posteriormente proporcionó el texto y la música de dos óperas, ambas estrenadas en Venecia: La maga fulminata (1638) e Il pastor regio (1640). La puesta en escena boloñesa de esta última en 1641 incluyó, como su dúo final, el texto «Pur ti miro, pur ti godo», que más tarde fue reutilizado, posiblemente con la propia música de Ferrari, para el dúo final de L'incoronazione di Poppea de Monteverdi, en los manuscritos conservados.
Ferrari marchó a Viena en 1651, sirviendo al emperador del Sacro Imperio Romano Fernando III. Al regresar a Módena en 1653 fue nombrado maestro de coro de la corte. Su puesto fue suprimido en 1662, pero restablecido en 1674, con el advenimiento de Francisco II, después de lo cual ocupó el cargo hasta su muerte. Muchas fuentes testimonian su virtuosismo como tiorbista.
Andromeda, con libreto de Ferrari y música de Francesco Manelli, fue la primera ópera escrita por él y representada en un lugar público (teatro San Casiano de Venecia, en 1637). Dos años más tarde se presentó Armida, libreto y música de Ferrari, a la que le siguieron otras muchas del mismo autor, pero se han perdido las partituras de todas ellas, quedando sólo los libretos de seis, publicados con el título de Poesie Dramatiche (Roma, 1644-1651). Además, se conservan las partituras manuscritas del oratorio Sansone y de la introducción del baile, Dafne. 
Ferrari también compuso mucha música vocal, de la que publicó tres colecciones con el título de Musiche varíe a voce sola (Venecia, 1633-1637-1641). Incluyen libretos, un oratorio y tres libros de monodias. Aunque los últimos fueron compuestos en un período relativamente corto de tiempo, reflejan el cambio de estilo de la monodia acompañada, desde el surgimiento del recitar cantando (a mitad de camino entre el canto y la voz hablada) al estilo vocal típico de la ópera de mediados del siglo XVII, con una melodía más definida y un ritmo más claro.